# Франтішек Міклошко
Франтішек Міклошко (словац. František Mikloško, * 2 червня 1947, м. Нітра, Чехословаччина) — словацький політик. Він є членом Парламенту Словаччини та колишнім членом Християнсько-демократичного руху. Міклошко був Головою Парламенту з 1990 по 1992. Міклошко є депутатом, який пропрацював у парламенті найдовший термін. Він був також кандидатом на президентських виборах 2004 та 2009 р. він не брав участі у парламентських виборах 2010 року та покинув політику.
12 березня 2008 р. Франтішек Міклошко співзаснував партію Консервативні демократи Словаччини. Співзасновниками є Владімір Палко, Павол Мінарік та Рудольф Бауер.